# Universitat de Liepāja
La Universitat de Liepāja (en letó : Liepājas Universitāte) és una universitat situada en Liepāja, Letònia i fundada l'any 1954.

## Informació general
La Universitat de Liepāja és un acreditat establiment d'educació superior, que té programes d'estudi en tres nivells: estudis bàsics, mestratge i estudis de doctorat. La universitat ofereix cinc programes d'estudis acadèmics a temps complet que s'imparteixen en anglès: 
- Informàtica
- Física
- Tecnologia de la informació
- Tecnologia
- Nous mitjans.

És un dels establiments més antics d'educació superior a la regió de Curlàndia.